# Ulleung-gun
Cet article traite du comté de Ulleung. Pour l’aspect insulaire, voir l’article de Ulleung-do.
Ulleung-gun (hangul : 울릉군 ; hanja : 鬱陵郡) est un comté (gun) de la province du Gyeongsang du Nord, en Corée du Sud. 
Il est composé principalement de l'île d'Ulleung et de Jukdo mais aussi de 44 îles plus petites situées dans la mer de l'Est, dont les Rochers Liancourt (appelés Dokdo en Corée du Sud), sous le contrôle de la Corée du Sud mais revendiqués par le Japon. Les symboles du comté sont le persea machilus, la fleur de camélia et le pigeon violet

## Localisation et accessibilité
Le comté est situé au milieu de la mer de l'Est entre la péninsule coréenne et le Japon. Deux ports principaux assurent des ferry vers l'île d'Ulleung : le port de Pohang et le port de Mukho (Donghae). Ces deux ports offrent un service maritime régulier. L'accès aux Rochers Liancourt (appelés Dokdo en Corée du Sud) ne se fait que depuis l'île d'Ulleung, via les ports de Jeodong, Dodong et Sadong.

## Divisions administrative

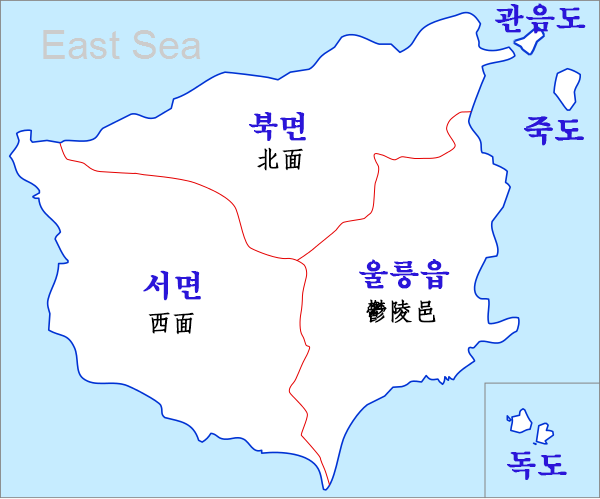
Carte de Ulleung-eup, Buk-myeon et Seo-myeon en coréen

Ulleung-gun est divisé en un eup et deux myeon. Ulleung-eup est lui-même divisé en quatre ri légaux, mais six ri administratifs. Buk-myeon est divisé en trois ri légaux, mais ri administratifs. Seo-myeon est divisé en trois ri légaux, mais ri administratifs.
| eup et myeon | Hangeul | Hanja  | ri                                                                     | Hangeul                                        | Hanja                                              |
| ------------ | ------- | ------ | ---------------------------------------------------------------------- | ---------------------------------------------- | -------------------------------------------------- |
| Ulleung-eup  | 울릉읍  | 鬱陵邑 | Dodong-ri - Dodong 1-ri - Dodong 2-ri - Dodong 3-ri                    | 도동리 - 도동1리 - 도동2리 - 도동3리           | 道洞里 - 道洞一里 - 道洞二里 - 道洞三里            |
| Ulleung-eup  | 울릉읍  | 鬱陵邑 | Jeodong-ri                                                             | 저동리                                         | 苧洞里                                             |
| Ulleung-eup  | 울릉읍  | 鬱陵邑 | Sadong-ri                                                              | 사동리                                         | 沙洞里                                             |
| Ulleung-eup  | 울릉읍  | 鬱陵邑 | Dokdo-ri                                                               | 독도리                                         | 獨島里                                             |
| Buk-myeon    | 북면    | 北面   | Cheonbu-ri - Cheonbu 1-ri - Cheonbu 2-ri - Cheonbu 3-ri - Cheonbu 4-ri | 천부리 - 천부1리 - 천부2리 - 천부3리 - 천부4리 | 天府里 - 天府一里 - 天府二里 - 天府三里 - 天府四里 |
| Buk-myeon    | 북면    | 北面   | Na-ri - Na-ri - Nari 1-ri - Nari 2-ri                                  | 나리 - 나리 - 나리1리 - 나리2리                | 羅里 - 羅里 - 羅里一里 - 羅里二里                  |
| Buk-myeon    | 북면    | 北面   | Hyeonpo-ri                                                             | 현포리                                         | 玄圃里                                             |
| Seo-myeon    | 서면    | 西面   | Namyang - Namyang 1-ri - Namyang 2-ri - Namyang 3-ri                   | 남양리 - 남양1리 - 남양2리 - 남양3리           | 南陽里 - 南陽一里 - 南陽二里 - 南陽三里            |
| Seo-myeon    | 서면    | 西面   | Namseo-ri                                                              | 남서리                                         | 南西里                                             |
| Seo-myeon    | 서면    | 西面   | Taeha-ri                                                               | 태하리                                         | 台霞里                                             |

### Îles
- Ulleung-do : L'île principale d'Ulleung-gun, d'une superficie de 73,15 km2.
- Rochers Liancourt (appelés Dokdo en Corée du Sud) : Petit groupe d'îlots situé à 87 km à l'est d'Ulleung-do. Ils dépendent de Dokdo-ri, dans Ulleung-eup, et couvrent une superficie de 0,187 km2.
- Jukdo : Petite île située à 2 km à l'est d'Ulleung-do. Elle dépend de Jeodong-ri, dans Ulleung-eup, et couvrent une superficie de 0,208 km2 .
- Gwaneumdo (ko) : Petite île inhabitée située à environ 100 m au nord-est d'Ulleung-do. Elle dépend de Cheonbu-ri, dans Buk-myeon, et sa une superficie est de 0,072 km2.

## Jumelages
- Anyang (Corée du Sud)
- Pohang (Corée du Sud)
- Suyeong-gu (Corée du Sud)
- Samcheok (Corée du Sud)